# Loco-Motion
Loco-Motion (au Japon Guttang Gottong (ガッタンゴットン, Gattan Gotton), de l'onomatopée désignant le bruit d'un train roulant sur les rails) est un jeu vidéo de puzzle développé par Konami et édité par Sega au Japon, Centuri en Amérique du Nord, sorti en 1982 sur borne d'arcade,. Il a ensuite été porté sur MSX par Konami, sous le titre Crazy Train, sur Intellivision par Mattel Electronics, sur Tomy Tutor et différents ordinateurs personnels.

## Système de jeu
Loco-Motion reprend le principe du jeu de pousse-pousse : le joueur peut déplacer horizontalement ou verticalement les cases d'un terrain sur lesquels sont fixées des portions de rails. Le but est de constituer un circuit pour que le train qui s'y trouve puisse atteindre les gares et ramasser les passagers. Le train avance constamment sans pouvoir s'arrêter, et le joueur doit veiller à ce qu'il ne quitte pas les rails ou percute un train fou.  

## Développement

### Portages

#### Intellivision
Un portage Intellivision est assuré par Mattel Electronics et sort en 1983.
La programmation est intégralement assurée par Daniel Bass, grand fan de la version arcade. Il reçoit l'aide de Mark Buchignani pour le design des circuits, et de Joe Ferreira pour les graphismes. Les musiques sont signées Andy Sells.
Sa sortie est en partie occultée par celle d'Happy Trails, un clone réalisé par Activision, commercialisé quelques semaines plus tôt. Pour Mattel et Konami, le plagiat est évident, mais les deux sociétés peinent à s'entendre pour engager des poursuites. Pour Mattel, c'est à Konami, propriétaire du jeu original, d'agir. Mais la firme japonaise, qui touche les droits de licence, que la conversion se vende ou non, estime que Mattel est la principale partie lésée. Finalement, personne ne porte plainte, et Activision est même encensée pour l'originalité d'Happy Trails par la presse spécialisée.

#### Atari 2600
Une adaptation Atari 2600, également réalisée par Mattel, est annulée alors qu'une version fonctionnelle était terminée.

#### Autres supports
Il existe également un jeu électronique de poche, intitulé Guttang Gottong (Locomotion), édité par Mattel Electronics. Mais les déconvenues de la version Intellivision ont fait que ses ventes sont restées limitées.

## Héritage
Le jeu est plus tard porté sur Game Boy et Game Boy Color dans les compilations Konami GB Collection (en) .